# 長谷川治
長谷川 治（はせがわ おさむ、1916年6月9日 - 1993年5月10日）は、和歌山県出身のプロ野球選手、高校野球監督。ポジションは投手。

## 来歴・人物
1916年、現在の奈良県五條市に生まれ、海南中学（現・和歌山県立海南高等学校）在学中には、甲子園に4回出場（1933年春、1934年春、1934年夏、1935年春）。エースとして、チームのベスト4・1回（1934年春）、ベスト8・2回（1933年春，1934年夏）の好成績に貢献した。中でも、1934年夏の2回戦では、強豪の神戸一中（現・兵庫県立神戸高等学校）相手にノーヒットノーランを達成し、一躍注目の的となった。中学時代のチームメイトに、磯野政次（のち東京セネタース）、栗生信夫、中田道信（共にのち南海ホークス）がいる。中学卒業後は、明治大学や大連実業団でプレーし、大連実業団では1940年の都市対抗野球で準優勝に貢献した。
終戦後の1946年にグレートリングの結成に参加。しかし、既に30歳近い年齢だったため、殆ど活躍する事は出来ず、同年末に退団。翌1947年に国民野球連盟の宇高レッドソックス（後に熊谷レッドソックス）でプレーし、その後は社会人野球の日本通運で現役生活を終えた。
その後、新制高校野球に携わり、1949年に母校の監督として第21回選抜高等学校野球大会、第31回全国高等学校野球選手権大会に出場を果たすが、ともに初戦敗退し、この年限りで監督を退いた。1955年に和歌山県立日高高校の監督に就任、同校を1956年の第28回選抜高等学校野球大会初出場に導き、自身監督として甲子園初勝利を上げた。1965年市立和歌山商業高校（現・和歌山市立和歌山高等学校）の監督に就任し、同年春の甲子園で準優勝を果たした（決勝で、平松政次を擁する岡山東商に延長13回、1-2でサヨナラ負けした）。市立和歌山商監督時代の教え子に、藤田平、野上俊夫、阪田隆、正田耕三らがいる。藤田は長谷川を恩師と慕い、当時を振り返って「徹底的に基本を叩き込まれたお陰」と感謝している。
和歌山県立那賀高校の監督として横田久則を育てたが、1993年5月10日、オートバイを運転中、乗用車に接触され交通事故死した。享年76。

## 詳細情報

### 年度別投手成績
| 年 度     | 球 団          | 登 板 | 先 発 | 完 投 | 完 封 | 無 四 球 | 勝 利 | 敗 戦 | セ 丨 ブ | ホ 丨 ル ド | 勝 率 | 打 者 | 投 球 回 | 被 安 打 | 被 本 塁 打 | 与 四 球 | 敬 遠 | 与 死 球 | 奪 三 振 | 暴 投 | ボ 丨 ク | 失 点 | 自 責 点 | 防 御 率 | W H I P |
| --------- | -------------- | ----- | ----- | ----- | ----- | -------- | ----- | ----- | -------- | ----------- | ----- | ----- | -------- | -------- | ----------- | -------- | ----- | -------- | -------- | ----- | -------- | ----- | -------- | -------- | ------- |
| 1946      | グレートリング | 4     | 0     | 0     | 0     | 0        | 0     | 0     | --       | --          | ----  | 43    | 9.0      | 12       | 1           | 2        | --    | 0        | 3        | 0     | 0        | 9     | 8        | 8.00     | 1.56    |
| 通算：1年 | 通算：1年      | 4     | 0     | 0     | 0     | 0        | 0     | 0     | --       | --          | ----  | 43    | 9.0      | 12       | 1           | 2        | --    | 0        | 3        | 0     | 0        | 9     | 8        | 8.00     | 1.56    |

### 年度別打撃成績
| 年 度     | 球 団          | 試 合 | 打 席 | 打 数 | 得 点 | 安 打 | 二 塁 打 | 三 塁 打 | 本 塁 打 | 塁 打 | 打 点 | 盗 塁 | 盗 塁 死 | 犠 打 | 犠 飛 | 四 球 | 敬 遠 | 死 球 | 三 振 | 併 殺 打 | 打 率 | 出 塁 率 | 長 打 率 | O P S |
| --------- | -------------- | ----- | ----- | ----- | ----- | ----- | -------- | -------- | -------- | ----- | ----- | ----- | -------- | ----- | ----- | ----- | ----- | ----- | ----- | -------- | ----- | -------- | -------- | ----- |
| 1946      | グレートリング | 9     | 4     | 4     | 3     | 1     | 0        | 0        | 0        | 1     | 0     | 0     | 0        | 0     | --    | 0     | --    | 0     | 1     | --       | .250  | .250     | .250     | .500  |
| 通算：1年 | 通算：1年      | 9     | 4     | 4     | 3     | 1     | 0        | 0        | 0        | 1     | 0     | 0     | 0        | 0     | --    | 0     | --    | 0     | 1     | --       | .250  | .250     | .250     | .500  |

### 背番号
- 13 （1946年）
- 25 （1947年。宇高・熊谷レッドソックス）